# Axiom (groupe)
Pour les articles homonymes, voir Axiom.
Axiom est un groupe australien de country rock formé en 1969 et séparé en 1971.
Il se compose de musiciens ayant fait leurs armes dans d'autres groupes des années 1960, ce qui lui vaut d'être considéré comme le premier supergroupe de l'histoire du rock australien. Ses premiers singles rencontrent un certain succès en Australie, mais les tentatives du groupe de percer au Royaume-Uni sont infructueuses. Il se sépare après l'enregistrement de son deuxième album.

## Histoire

### Origines
L'année 1969 voit la séparation de deux groupes de Melbourne : The Groop (en) et The Twilights. Deux des membres du Groop, le chanteur et pianiste Brian Cadd et le bassiste Don Mudie, font appel à Glenn Shorrock (en), le guitariste des Twilights, pour mettre sur pied une nouvelle formation. Ils recrutent un deuxième guitariste, Chris Stockley (ex-Cam-Pact (en)), et le batteur des Valentines Doug Lavery. Ce nouveau quintette, baptisé Axiom, est décrit dès sa création comme le premier supergroupe australien.
Après l'annonce de la formation du groupe, en mai 1969, les cinq musiciens s'isolent pour deux semaines de répétitions dans la petite ville de Nathalia, où vit la famille de Don Mudie. Ils partagent une ambition commune, celle de connaître le succès non seulement en Australie, mais aussi à l'étranger.

### Succès
Le premier single d'Axiom, Arkansas Grass / Samantha, sort au mois de décembre et le titre de sa face A témoigne de l'influence du rock américain sur le groupe, tout particulièrement de l'album Music from Big Pink du Band. Ses paroles offrent une critique voilée de l'engagement australien dans la guerre du Viêt Nam. Arkansas Grass se classe no 7 des ventes et son successeur,  Little Ray of Sunshine / Ford's Bridge (avril 1970), fait encore mieux en atteignant la 5e place du hit-parade australien.
Axiom enregistre son premier album, Fool's Gold, aux studios Armstrong's de Melbourne. Il est entièrement écrit par Brian Cadd et Don Mudie et produit par les membres du groupe eux-mêmes, ce qui reflète la prise de contrôle croissante des artistes sur leur musique dans la scène rock australienne au tournant des années 1970. Son dernier morceau, Who Am I Gonna See?, constitue l'un des premiers exemples d'utilisation du didjeridoo dans un contexte pop. À sa sortie, Fool's Gold ne rencontre pas un grand succès commercial, pas plus que le single Father Confessor / Time and Time Again, peut-être parce que le groupe se trouve en Angleterre depuis le mois d'avril.

### À l'étranger
À Londres, Axiom décroche un contrat avec Warner Bros. Records. Leur nouvelle maison de disques ne regarde pas à la dépense et les envoie à Los Angeles enregistrer un deuxième album sous la houlette de Shel Talmy, l'un des producteurs les plus célèbres de l'époque, qui a travaillé avec les Kinks, les Who et les Easybeats dans les années 1960.
Les cinq musiciens, rentrés en Australie en novembre 1970, repartent pour l'Angleterre dès février 1971. Bien que le single My Baby's Gone / Hold the Phone leur permette de retrouver les charts (no 8 au début de 1971), avec l'un des premiers clips en couleur d'un artiste australien, l'album If Only... ne réalise pas de meilleures ventes que son prédécesseur. Le groupe se sépare avant même sa sortie, en mars 1971.

### Postérité
Après la séparation d'Axiom, Glenn Shorrock reste en Angleterre. Il rejoint le groupe de rock progressif Esperanto, puis rentre en Australie où il forme en 1975 Little River Band. Don Lebler, lui aussi resté en Angleterre, y devient membre d'un autre groupe australien, The Mixtures (en). Rentré en Australie, Chris Stockley fonde les Dingoes (en) tandis que Brian Cadd se lance dans une carrière en solo.

## Membres
- Brian Cadd : chant, piano
- Glenn Shorrock (en) : chant, guitare
- Chris Stockley : guitare
- Don Mudie : basse
- Doug Lavery : batterie (1969)
- Don Lebler : batterie (1969-1971)

## Discographie

### Singles
- 1969 : Arkansas Grass / Samantha (Parlophone)
- 1970 : Little Ray of Sunshine / Ford's Bridge (Parlophone)
- 1970 : Father Confessor / Time and Time Again (Warner)
- 1971 : My Baby's Gone / Hold the Phone (Warner)
- 1971 : Fools Gold / Yesterday, Today and Tomorrow (Parlophone)